# گمینا اورشولین
گمینا اورشولین (به لهستانی:  Gmina Urszulin) یک گمینا در لهستان است که در شهرستان وووداوا واقع شده‌است. گمینا اورشولین ۱۷۱٫۶۲ کیلومتر مربع مساحت و ۳٬۹۹۹ نفر جمعیت دارد.